# دادستان کل اسرائیل
دادستان کل اسرائیل ( عبری: היועץ המשפטי לממשלה‎   ، ها -یوئتز ها-میشپاتی لا-ممشالا ، لیت. مشاور حقوقی دولت ) مسئول نظام حقوقی قوه مجریه و دادستانی مردمی را عهده دار می باشد. دادستان کل به دولت در کار های حقوقی مشاوره می دهد، مسئول ها فرمانروایی را در دادگاه نمایندگی می نماید، در تهیه نوشته های حقوقی برای دولت به شکل جمع بنده شده و وزیر دادگستری به شکل ویژه مشاوره می دهد. برهمین اساس لوایح اعضای ویژه در کنست را تحقیق و مشاوره می دهد.
افزون بر این، دادستان کل کارهای مربوط به حفاظت از حاکمیت قانون را برعهده دارد و براین اساس، محافظت نمودن از منافع مردمی در مقابل صدمات فرضی مسئول های دولتی را بر عهده دارد. این یک مقام گماشتگی آزاد، یکی از ویژه ترین و موثرترین در دموکراسی اسرائیل و یک سازمان مرکزی در قالبنظام حقوقی اسرائیل می باشد. به دلیل سنت حقوقی معمول در نظام حقوقی داخلی، کار های دادستان کل در قانون منسجم نمی باشد و در طول سالیان داز بلند گردیده شده از پیشینه و سنت بوده است. در ماه فوریه ۲۰۲۲، گالی بهاراو-میارا ، وکیل مدافع به اتفاق رای ها از کابینه حمایت نمود تا نخستین زن دادستان کل تاریخ گردد. 

## وظیفه ها
دادستان کل به طور کلی ۴ وظیفه مهم دارد: 
1. مسئول سیستم دادسرا
2. نماینده دولت در کلیه مرحله های قانونی
3. مشاور ارشد حقوقی دولت
4. نماینده منفعت مردمی در کل سوالات حقوقی

## تاریخچه
در سال ۱۹۹۷، انجمنی به مسئولیت رئیس پیشین دادگاه عالی اسرائیل ، مایر شمگر ، برای بررسی نمودن تردیدات قانون آینده در باره دادستان کل ایجاد شد و سفارش کرد که عنوان رسمی وی را بررسی نماید. مقام از "مشاور حقوقی دولت" به "مشاور حقوقی ارشد" تغییر خواهد نمود تا مسئولیت او در ضمانت فرمانروایی قانون در کل بازوهای دولت و نه تنها به نام مشاور خود دولت در کار های انعکاس یافته شود. قانون بر همین اساس، انجمن پیشنهاد داد که مشاور توسط دولت طبق رهنمود های یک انجمن مردمی منتخب گردد که مثل ۵ اعضا می باشد: یک قاضی بازنشسته دیوان عالی، یک وزیر دادگستری یا دادستان کل پیشین، یک عضو کنست که خواهد بود. منتخب گردیده توسط انجمن کار های قانون اساسی کنست، وکیلی که توسط شورای ملی کانون وکلای اسرائیل منتخب می شود، و کارشناس حقوقی در سوال های حقوق مدنی و کیفری که توسط روسای دانشکده های حقوق دانشگاه منصوب خواهد شد. در اسرائیل - به منظور استظهار از منتخب نمودن یک فرد خوب که با دارا بودن شرایط خوب تر برای این شغل باشد. این رهنمود در باره انجمن انتخاب در ماه اوت ۲۰۰۰ پذیرفته شد، ولی رهنمود در باره عنوان مقام مورد پذیرش واقع نگردید.
رایج می باشد که تصمیم گیری برای منتخب کردن چه شخصی برای جایگاه مشاور حقوقی از لیست شرکت کنندگان پیشنهادی انجمن مردمی توسط وزیر دادگستری انجام می گردد که منصوب نمودن وی به پذیرش دولت می رسد که طبق معمول این منتخب نمودن را قبول می کند.
روشی ای که دادستان کل کار های محوله به جایگان خودش را انجام می دهد تا اندازه بسیاری مقتیس شده از شخصیت صاحب این جایگاه است. دو تن از مشاورهای حقوقی، آهارون باراک و اسحاق ضمیر ، که از دانشگاه به این جایگاه دست یافتند، در قاطعیتی که برای پاسداری از حاکمیت قانون در اسرائیل نشان دادند، حتی وقتی که ایده‌هایشان در مخالف با ایده‌های دولت بود، متشخص بودند.